# Calendario de la isla de Formosa
El calendario de la Isla de Formosa dividía el año en diez meses los cuales recibían el nombre de diez estrellas, que por orden eran Dig, Damen, Analmen, Anioul, Dattibes, Dabes, Anaber, Nechem, Koriam, Turbam.
Cada mes tenía cuatro semanas de nueve días.
Cinco de esos meses, el segundo, cuarto, sexto, octavo y décimo, tenían 36 días, mientras que los otros cinco meses tenían 37 días. La última semana de estos últimos a su vez tenía 10 días en vez de nueve, dedicándose el día décimo a fastos.
- Datos: Q5739946